# Monaghan (circonscription britannique)
Pour les articles homonymes, voir Monaghan (homonymie).
Monaghan est une circonscription électorale du Royaume-Uni de Grande-Bretagne et d'Irlande, de 1801 à 1885.